# Inno nazionale del Brasile

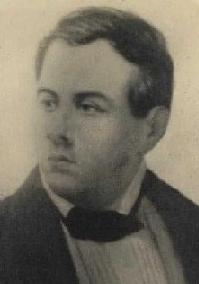
Francisco Manuel da Silva

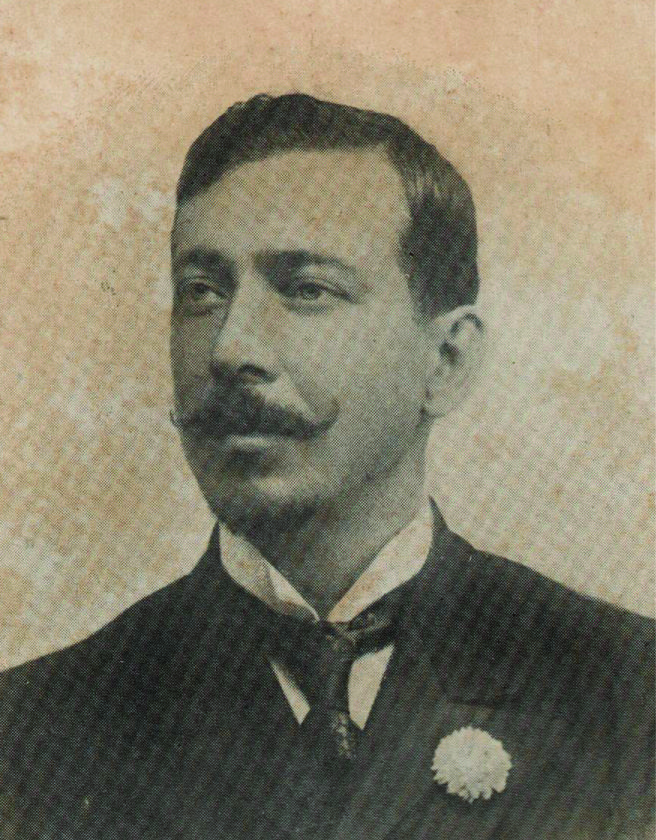
Joaquim Osório Duque Estrada

L'inno nazionale del Brasile (in portoghese Hino Nacional Brasileiro) fu composto da Francisco Manuel da Silva probabilmente nel 1831, ma alcuni ritengono che la musica fosse stata scritta nel 1822 o 1823 per celebrare l'indipendenza del Brasile dal Portogallo. Il testo fu scritto nel 1909 da Joaquim Osório Duque-Estrada.

## Storia
Come primo inno nazionale fu adottata la composizione, oggi nota come Hino da Independência, composta dal primo imperatore brasiliano Pedro I. Proprio per questo motivo, tale melodia fu fortemente associata alla persona del sovrano e, quando l'imperatore abdicò nel 1831, perse talmente la popolarità da essere abolita quale inno nazionale.
Nello stesso periodo, invece, la marcia di Da Silva accrebbe notevolmente di popolarità nel Paese, venendo popolarmente cantata con parole celebranti la fine del regno di Pedro I.
Dieci anni dopo, nel periodo dell'incoronazione del secondo imperatore Pedro II (18 luglio 1841), le parole con cui veniva cantata la composizione di Da Silva furono modificate. La melodia aveva ormai raggiunto un elevato livello di popolarità, tanto che comunemente veniva considerata l'inno nazionale (per quanto, ufficialmente, a partire dall'abdicazione di Pedro I un inno nazionale non era mai stato riadottato).
Con la proclamazione della repubblica nel 1889, il nuovo governo brasiliano decise di adottare ufficialmente un inno, indicendo a tal proposito un concorso. La gara fu vinta dal compositore Leopoldo Miguez, ma la melodia di Da Silva era ormai amatissima dai brasiliani, tanto che si registrarono persino manifestazioni popolari di protesta contro l'adozione di un'altra musica come inno.
Alla fine, il presidente della Repubblica Deodoro da Fonseca dovette accontentare le richieste popolari, ufficializzando la musica di Da Silva come inno nazionale. Miguez dovette, invece, accontentarsi di vedere la propria composizione proclamata quale Hino da Proclamação da República ("inno della proclamazione della Repubblica").
Nessun testo ufficiale fu, invece, adottato nel 1889. Solo nel 1922, in occasione delle celebrazioni per il centenario dell'indipendenza, furono adottate le parole scritte nel 1909 dal giornalista Joaquim Osório Duque Estrada.

## Ascendenze musicali
Per stile, la musica è simile a quella del coevo stile italiano di inizio Ottocento, avvicinandosi specialmente allo stile di Gioacchino Rossini ed, in special modo, alla sonata N°1 di Niccolò Paganini. Tuttavia il tema è incredibilmente simile all'aria del tenore ripresa nella successiva marcia dell'opera Don Sanche composta dal giovane Franz Liszt a Parigi nel 1822 e finita in un fiasco, il che fa pensare che Da Silva con minime modifiche la riadattò per l'inno. (P. Petronio, Gli inni nazionali del mondo, 2015, Zecchini editore, p. 396)

## Testo e traduzione
| Ouviram do Ipiranga, às margens plácidas De um povo heróico o brado retumbante, E o sol da Liberdade, em raios fúlgidos, Brilhou no céu da Pátria nesse instante. Se o penhor dessa igualdade Conseguimos conquistar com braço forte, Em teu seio, ó Liberdade, Desafia o nosso peito a própria morte! Ó Pátria amada, Idolatrada, Salve! Salve! Brasil, um sonho intenso, um raio vívido, De amor e de esperança à terra desce, Se em teu formoso céu, risonho e límpido, A imagem do Cruzeiro resplandece. Gigante pela própria natureza, És belo, és forte, impávido colosso, E o teu futuro espelha essa grandeza. Terra adorada Entre outras mil És tu, Brasil, Ó Pátria amada! Dos filhos deste solo És mãe gentil, Pátria amada, Brasil! Deitado eternamente em berço esplêndido, Ao som do mar e à luz do céu profundo, Fulguras, ó Brasil, florão da América, Iluminado ao sol do Novo Mundo! Do que a terra mais garrida Teus risonhos, lindos campos têm mais flores, «Nossos bosques têm mais vida», «Nossa vida» no teu seio «mais amores». Ó Pátria amada, Idolatrada, Salve! Salve! Brasil, de amor eterno seja símbolo O lábaro que ostentas estrelado, E diga o verde – louro dessa flâmula – Paz no futuro e glória no passado. Mas se ergues da justiça a clava forte, Verás que um filho teu não foge à luta, Nem teme, quem te adora, a própria morte. Terra adorada Entre outras mil És tu, Brasil, Ó Pátria amada! Dos filhos deste solo És mãe gentil, Pátria amada, Brasil! | Hanno sentito, sulle rive calme del fiume Ipiranga il grido rimbombante di un popolo eroico. E il sole della Libertà, in raggi fulgidi, brillò nel cielo patrio in quell'istante. Se il pegno di questa uguaglianza riuscimmo a conquistar con braccio forte, nel tuo seno, o Libertà, sfida il nostro petto la stessa morte! O Patria amata, idolatrata, Salve! Salve! Brasile, un sogno intenso, un raggio vivido, d'amore e di speranza scende alla terra se nel tuo bel cielo, ridente e limpido risplende l'immagine della Croce del Sud. Gigante per tua stessa natura, sei bello, forte, impavido colosso e il tuo futuro riflette questa grandezza. Terra adorata fra altre mille sei tu, Brasile, o Patria amata! Dei figli di questo suolo sei madre gentile, patria amata, Brasile! Disteso eternamente in culla splendida al suon del mare e alla luce del ciel profondo sfolgori, o Brasile, fior d'America, illuminato al sol del Nuovo Mondo! Della terra più adorna i tuoi ridenti, bei campi hanno più fiori, «I nostri boschi hanno più vita», «La nostra vita» nel tuo seno «più amori». O Patria amata, idolatrata, Salve! Salve! Brasile, d'amore eterno sia simbolo il labaro che ostenti stellato. E dica il verdeoro di questa bandiera: «Pace in futuro e gloria nel passato». Ma se ergi della giustizia la clava forte vedrai che nessun tuo figlio fugge la lotta né teme, chi ti adora, la sua morte. Terra adorata fra altre mille sei tu, Brasile, o Patria amata! Dei figli di questo suolo sei madre gentile, patria amata, Brasile! |